# Sodoku (maladie)
Cet article possède un paronyme, voir Sudoku.
 Mise en garde médicale
Le sodoku est une maladie infectieuse, zoonose pouvant être transmise par la morsure ou la griffure des rats sauvages ou domestiques. Elle peut aussi se transmettre par ingestion d'eau ou de lait contaminé. Exceptionnelle en France, cette affection se rencontre surtout au Japon (so = rat ; doku = poison).
C'est l'une des deux formes de la fièvre par morsure de rat, due à Spirillum minus, l'autre étant la streptobacillose ou harverhillose due à Streptobacillus moniliformis.

## Historique
Les premières mentions de maladies consécutives à une morsure de rat dateraient de l'antiquité Indienne. La fièvre par morsure de rat a été reportée pour la première fois aux États-Unis en 1839, et en Europe par Millot-Carpentier en 1884, qui présente une observation faite dans le sud de la France à la Société de médecine de Paris.
En 1887, Carter décrit séparément un spirille ou bactérie spiralée comme hôte fréquent des souris et des rats, mais aucun lien n'est fait avec les observations précédentes.
À partir de 1890, de nombreux auteurs japonais publient des travaux sur la fièvre par morsure de rat, maladie appelée sodoku. Jusqu'en 1916, de nombreux auteurs japonais et européens, isolent et mettent en cause de nombreuses bactéries, dont Schottmüller qui isole un « streptothrix » en 1914 qui s'avèrera être le Streptobacillus moniliformis, une des deux principales causes de fièvre par morsure de rat,
En 1916, des auteurs japonais, dont Futaki, isolent un « Spirochœta morsus muris » comme la cause du sodoku. À partir de 1921, plusieurs auteurs signalent les similitudes entre ce spirochète et le spirille décrit en 1887. En 1925, Ruys, de l'institut d'hygiène coloniale d'Amsterdam, propose d'appeler Spirillum minus muris le parasite habituel des souris, non pathogène, et Spirillum morsus muris, le spirille des rats sauvages, pathogène pour le cobaye. En 1926, l'identité commune des deux spirilles est confirmée.
Jusqu'à l'arrivée des antibiotiques, le sodoku a été traité par des dérivés de l'arsenic. Dans les années 1920-1930, le spirillum minus a été utilisé comme agent de pyrothérapie (traitement de la paralysie générale ou neurosyphilis) à la place de la malariathérapie.
L'histoire des découvertes de Spirillum et de Streptobacillus est parallèle et presque simultanée, avec des maladies voisines, dans les mêmes circonstances, ce qui peut troubler la distinction entre les deux maladies qui sont cependant de répartition géographique et de présentation clinique différentes.

## Épidémiologie
La bactérie responsable est Spirillum morsus muris (ou S. minus). C'est une bactérie spiralée avec 2 ou 3 tours de spires, mobile et fine (0,2 μm d'épaisseur et 3 à 5 μm de long, aérobie et Gram négative, qui ne se cultive pas ou beaucoup plus difficilement que streptobacillus moniliformis, ce qui pourrait expliquer que le sodoku soit plus rarement rapporté.
Le rat est le principal réservoir, mais d'autres espèces de rongeurs sont également concernées. La maladie est le plus souvent inapparente chez le rat qui peut être porteur sain du germe au niveau de la cavité buccale et le transmettre dans la salive par pénétration transcutanée, à l'occasion d'une morsure ou d'une griffure, le plus souvent à des prédateurs tels que chiens, chats, belettes ou autres, mais également à l'homme. Plus rarement, d'autres rongeurs ou carnivores peuvent devenir vecteurs à leur tour (cochons d'Inde, écureuils, chien, chat, souris, mais aussi porcs, furet ou même pythons)
Sa répartition est mondiale, mais beaucoup plus fréquente au Japon. En France c'est une maladie exceptionnelle, concernant des professionnels à risques (personnel d'animalerie, éleveurs, vétérinaires, dératiseurs, égoutiers...).

## Signes cliniques
La morsure est souvent petite et cicatrise vite.
Après une période d'incubation d'environ deux semaines (1 à 22 jours), une inflammation douloureuse, œdemateuse et indurée apparaît sur la cicatrice de morsure puis un ganglion satellite est généralement atteint (en général, il s'agit d'un ganglion inguinal pour une plaie du membre inférieur). La lésion locale ne suppure pas, elle peut guérir spontanément ou s'ulcérer.
Survient alors une fièvre brutale, accompagnée de frissons, de céphalées, de vomissements, d'arthralgies migratoires et de myalgies. À partir du site de la morsure, un érythème peut apparaitre dans 50 % des cas. Cette éruption est non prurigineuse, maculo-papulaire, morbilliforme, pétéchial ou vésiculaire voire pustulaire. Il s'étend aux membres et aux extrémités, paumes et plantes incluses. Ces lésions peuvent devenir confluentes, parfois prurigineuses et parfois desquamer,, elles durent environ 48 h.
En l'absence de traitement, les symptômes disparaissent en 3 ou 4 jours, mais réapparaissent 3 à 10 jours plus tard. L'évolution est alors cyclique, émaillée de plusieurs épisodes fébriles successifs : la fièvre est dite récurrente, pouvant durer des semaines ou des mois.
Les complications sont rares (endocardites, méningites, hépatites...). L'infection réalise une septicémie avec atteintes plurisystémiques. Dans les formes compliquée la mortalité est de l'ordre de 6 %.

## Diagnostic
Le diagnostic différentiel doit être fait avec la streptobacillose et diverses infections bactériennes et virales. Le Sodoku (S. minus) se distingue de la streptobacillose (S. moniliformis) par une incubation plus longue, une fièvre récurrente plus nette, la rareté des atteintes articulaires, et la difficulté de la mise en culture (sang, liquide articulaire),.
Le diagnostic bactériologique direct est couramment effectué à partir d'un prélèvement sur la lésion cutanée, dans le sang, ou par ponction du ganglion satellite. La bactérie peut aussi être identifiée par inoculation intrapéritonéale à l'animal.
Il n'existe pas de sérologie spécifique, mais un test PCR amplifiant l'ARN ribosomique bactérien est possible.

## Traitement
Le germe responsable est sensible aux antibiotiques du groupe des pénicillines et aux tétracyclines. Le traitement de choix est la pénicilline par voie intraveineuse. La plupart des patients répondent rapidement à la thérapie antibiotique. Dans certains cas, une réaction de type Jarisch-Herxheimer peut être observée. La durée du traitement sera généralement de 5 à 7 jours par voie intraveineuse, suivie d'un relais d'une semaine complémentaire par amoxicilline per os.

## Prévention
La réduction des risques de contact avec les rongeurs sauvages se fait par hygiène générale : dératisation régulière, nettoyage et désinfection des locaux, matériels et cages, stockage des cadavres de rats dans des conteneurs au froid.
L'hygiène personnelle passe par l'information, la mise à disposition de moyens d'hygiène, de vêtements de travail et d'équipements de protection (gants et bottes).